# Casa Pau Tresmots
La Casa Pau Tresmots és un edifici situat al carrer de Sant Pacià, 23 del Raval de Barcelona. Com que no està catalogat, li correspon la categoria D (bé d'interès documental), atorgada per defecte a tots els edificis del districte de Ciutat Vella.

## Història
El 1770, el paraire i abaixador Pere Reynés i Ribera va comprar la botiga de draps d'Antoni Casanovas, situada davant de Santa Maria del Mar, i va posar-ne al capdavant al seu fill Pere Reynés i Triter. Posteriorment, i trobant-se malament de salut, va disposar que el seu net Gabriel Reynés i Jovany entrés a l'administració de la botiga. El 1797, aquest va adquirir en emfiteusi al paleta Anton Xarrié, promotor de la urbanització del nou carrer de Sant Pacià, un terreny de 34.839 ¾ pams quadrats, però el 1803 en va renunciar a favor del seu pare i del seu germà Pere, candeler de cera. Aquests van atorgar poders al comerciant Joan Rovira i Formosa per a establir-ne les parcel·les, una de les quals, de 64 pams d'ample i 117 de profunditat, fou adquirida pel fabricant d'indianes Pau Tresmots, que hi va fer construir un edifici de planta baixa, entresol i quatre pisos.
El 1842, la casa va ser posada en subhasta a instància dels seus creditors, essent finalment adjudicada el 1844 al cordoner Francesc Puñet.
Recentment, una desafortunada intervenció ha fet desaparèixer els esgrafiats que decoraven la façana, substituïts per una còpia dels dibuixos originals, però realitzats amb una tècnica completament diferent.

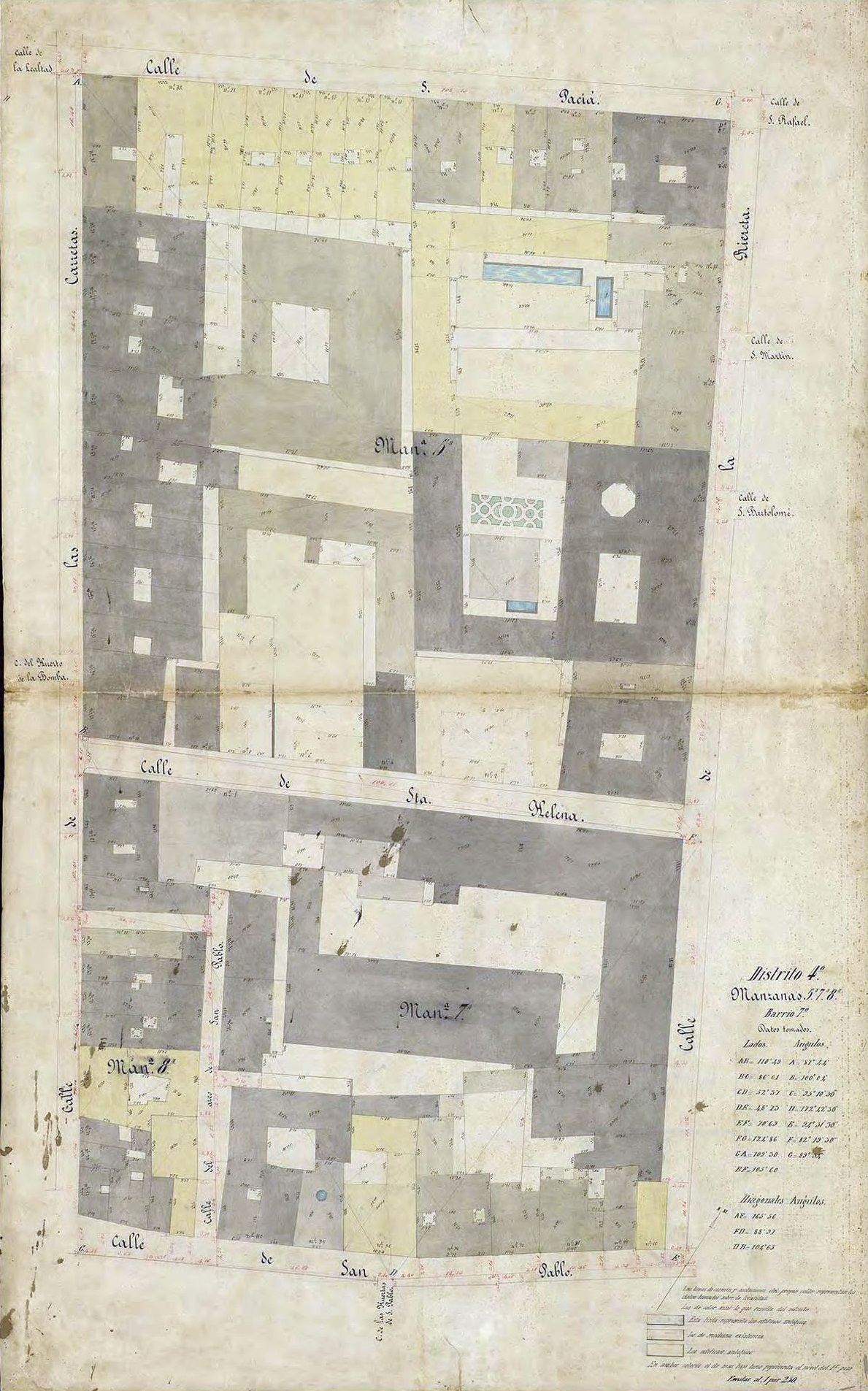
Quarteró núm. 106 de Garriga i Roca (c. 1860)